# Dendrophyllia californica
Espèce
Statut CITES
Dendrophyllia californica est une espèce de coraux appartenant à la famille des Dendrophylliidae.